# Laguna Playhouse
Das Laguna Playhouse ist ein 1920 gegründetes Theater in Laguna Beach im US-Bundesstaat Kalifornien. Die Heimat der professionellen Kompanie ist momentan das Moulton Theater an der Laguna Canyon Road.
In jüngerer Vergangenheit hat das Laguna Playhouse durch den Gewinn mehrerer renommierter Theaterpreise wie dem Image Award große Bekanntheit erlangt. Einige bekannte Schauspieler feierten hier erste Theaterauftritte.

## Programm
Das Haus hat sich durch zahlreiche Produktionen einen Namen im Orange County gemacht. Mehr als 100.000 Zuschauer jährlich besuchen die Aufführungen und Veranstaltungen des Theaters.
Mit Suppressed Desires (1922), einem Stück von Susan Glaspell, fand die erste große Aufführung statt. Ende der 1990er-Jahre wurden die Produktionen I Love You, You’re Perfect, Now Change und The Last Session zu großen Publikumserfolgen, die daraufhin von der Theaterkompanie landesweit aufgeführt wurden. Das Laguna Playhouse war das erste Theater, das das mit dem  Tony Award ausgezeichnete Stück  Copenhagen (2002) aufführen durfte. Die Inszenierung des Stücks Constant Star (2005) wurde fünf Mal mit dem renommierten Image Award ausgezeichnet.
Das Youth Theater führt jährlich zwei Produktionen auf, die sich vornehmlich an ein jugendliches Publikum richten. Seit 1989 besteht mit TheatreReach ein Bildungsprojekt, das jährlich in rund 150 Schulen Aufführungen organisiert.

## Geschichte
Die Geschichte des Laguna Playhouse beginnt im Oktober 1920, als sich eine Gruppe Theaterbegeisterter zusammenschloss. Die Veranstaltungen fanden in der Anfangszeit noch in Privathäusern statt. Die erste große Aufführung war Suppressed Desires, ein Stück von Susan Glaspell. Bereits 1924 bezog die Kompanie ein eigenes Theatergebäude, das den Namen The Playhouse trug. Das Gebäude befand sich an der Ocean Avenue in der Innenstadt von Laguna Beach. 
Während der Great Depression kaufte die Stadt das Gebäude. In den 1960er-Jahren fanden im Laguna Playhouse kurzzeitig Aufführungen der South Coast Repertory statt, die heute in Costa Mesa beheimatet ist. In der Folgezeit entstanden Pläne zum Bau eines größeren Theatergebäudes, das den gestiegenen Ansprüchen gerecht werden konnte. Durch die Unterstützung privater Spender konnte 1969 das neue Moulton Theater an der Laguna Canyon Road eröffnet werden. Das alte Gebäude wurde daraufhin abgerissen. 1985 entstanden kleinere Erweiterungsbauten.
Das Laguna Playhouse gewann mit dem Musical Quilters 1987 einen landesweiten Amateurwettbewerb. Nach diesem Erfolg strebte das Theater die Anstellung einer professionellen Kompanie an. Seit Anfang der 1990er-Jahre ist das Laguna Playhouse Mitglied der Theatre Communications Group, einem Zusammenschluss professioneller Theater. Seit 2009 laufen die Planungen für den Bau einer zweiten Bühne in Laguna Beach.

### Berühmte Schauspieler
Auf der Bühne traten bereits mehrere berühmte Schauspieler auf oder haben hier ihr Debüt gefeiert.
Die Schauspielerin Lynn Carlin feierte ihren ersten Theaterauftritt in Clarence Booth Luces Sittenkomödie The Women am Laguna Playhouse. In dem Stück John Brown’s Body stand hier 1965 der junge Harrison Ford auf der Bühne. Die aus der Nachbarstadt Irvine stammende Schauspielerin Nicole Parker arbeitete ebenfalls im Laguna Playhouse.